# Фрідріх Лутц
Фрідріх Август Лутц (нім. Friedrich August Lutz, 29 грудня 1901, м. Саррбур — 4 жовтня 1975, м. Цюрих, Швейцарія) — німецький економіст, що розробив гіпотезу очікування.

## Життя
У 1920 році Луц закінчив школу в Штутгарті. Він вивчав економіку в Гайдельберзькому університеті Рупрехта-Карла та Берлінському університеті імені Гумбольдтів (в останньому він зустрів економіста Вальтера Ойкена). Продовжив навчання в університеті Тюбінгена в 1925 році.
Перша робота Лутца була підготовлена для Асоціації німецьких інженерних інститутів (нім. Verein deutscher Maschinenbau-Anstalten (VdMA) у Берліні. Потім у 1929 році він обіймав посаду помічника Вальтера Ойкена в університеті Альберта Людвіга і жив у Фрайбурзі. У 1934—1935 роках він отримав стипендію Фонду Рокфеллера в Англії, після чого повернувся до Німеччини, щоб знову працювати на Ойкена. Однак Лутц не зміг продовжити свою академічну роботу, тому що його ліберальні ідеї не підтримувались нацистським режимом. У березні 1937 року він одружився з Вірою Сміт, також економісткою і вони вирушили до США. Після того, як стипендія закінчилася пара залишилася в Сполучених Штатах, і восени 1938 року Лутц пішов працювати інструктором в Принстонському університеті.
Під час Другої світової війни Лутц працював в Принстоні і його підвищили до звання професора. Дружина працювала економістом в Міжнародному фінансовому відділі Принстонського університету, а потім у Лізі Націй, також розташованій в Принстоні, Нью-Джерсі. У той час він опублікував працю, в якій виклав свою гіпотезу очікування. За 1951—1952 навчальний рік Лутц був запрошеним професором у Фрайбурзі, після чого залишив Принстон, а в 1953 році став професором в Цюрихському університеті. У 1962—1963 навчальному році він був запрошеним професором у Єльському університеті, але повернувся до Цюриха, де і викладав до виходу на пенсію в 1972 році. Помер у Цюриху через три роки.
Фрідріх Лутц і Віра Сміт були давніми членами Мон Пелерен. З 1964 по 1967 рр. Лутц був президентом товариства.

## Теорії та робота
Співпрацюючи з Ойкеном Лутц перебував у оточенні ордоліберальної Фрайбурзької школи економіки й права, де В.Ойкен, Ганс Гросман-Доерт і Франц Бьом відмовились від традиційного німецького історичного та описового підходу і почали працювати над базовими теоретичними питаннями ринкової економіки, які дають їй змогу бути конкурентоспроможною. Після виходу Freiburg Лутц продовжував роботу в цьому ж ключі у Принстоні.
Наслідуючи роботу Ірвінга Фішера про проценти Лутц видав свою важливу статтю «Структура процентних ставок» в 1940 році, в якій він описав гіпотезу очікування. Він розробив цю концепцію через три роки у своїй роботі «Теорія інтересів професора Хаєка».
Ще до переїзду до Цюріхського університету завдяки дружині Лутц зацікавився проблемами міжнародної валютної політики, а в 1950 році він і його дружина співпрацювали над книгою «Монетарна і валютна політика в Італії». У 1962 році він підсумував свою роботу з цих питань в невеликій книзі «Проблеми міжнародної економічної рівноваги», а потім у другій «Проблеми міжнародної ліквідності й множинного валютного стандарту», наступного року. У них він виклав свої аргументи, розуміючи, що це рішення було і буде неприйнятним для міжнародних банківських будинків. Економіст вважав, що найбільш ефективним і економічним методом протидії інфляції та девальвації будуть цілком гнучкі курси обміну валют. Будучи добре обізнаним з проблемами включення золота в обмін, то він попередив, що таке включення має поєднуватися з золотою ліквідністю.
Фрідріх та його дружина також співпрацювали над «Теорією інвестицій фірми» (1951) серед інших публікацій.

## Вибрані роботи
- 1940 «Структура процентних ставок», Квартальний журнал «Економіка» 55: 36–63
- 1943 «Теорія інтересу професора Хаєка», Economica (нова серія) 10 (40): pp. 302—310
- 1967 Теорія інтересів Дордрехт, Нідерланди: D. Reidel